# Асабия
Асаби́йя, или Асаби́я (араб. عصبية‎) — термин, относящийся к социальной солидарности, где акцент делается на сплочённость и единство, групповое сознание, чувство общей цели и социального единства. Первоначально употреблялся в контексте «трайбализма» и «клановости». В современный период этот термин обычно отождествляется с солидарностью.

## История
Это понятие было достаточно распространено в доисламскую эпоху, но приобрело популярность в «Мукаддиме» Ибн Хальдуна (Вали ад-Дин Абд ар-Рахман Ибн Мухаммад Ибн Хальдун, 1332—1406), в которой оно понимается как фундаментальная взаимосвязь индивидуумов в человеческом обществе. Ибн Хальдун понимает это понятие как основную движущую силу истории. Теория асабии разрабатывалась для описания и объяснения истории Магриба в Северной Африке. Ибн Хальдун также утверждал, что асабия циклична и непосредственным образом связана с ростом и падением цивилизаций: асабия наиболее сильно проявляется на этапе зарождения цивилизации, когда племена «Пустыни» побеждают цивилизованных «Горожан» с более низкой асабией, и образуют правящую династию. Так, наиболее высокий уровень асабии Ибн Халдун находит у людей, чья жизни полна опасностей (бедуинов). Однако, как утверждает Ибн Халдун, в условиях цивилизации, асабия неизбежно снижается, и примерно через 4—5 поколений её уровень настолько снижается, что образованное государство саморазрушается по причине внутренних конфликтов. Среди причин ослабления асабии можно назвать, во-первых, стремление нового лидера монополизировать власть, и как следствие всю славу победы. Для этого новый лидер начинает вести борьбу со своими конкурентами, с которыми ещё недавно они были товарищами. Система власти быстро приобретает иерархию, а бывшая сплоченность превращается в наёмничество. Во-вторых, естественное стремление правителей к роскоши. Роскошь становится знаком статуса и власти. Поскольку для нижестоящих чиновников высшим образцом для подражания являются высшие, а высшие не могут допустить, чтобы кто-то из низших превзошёл их в роскоши/статусе, то тяга к престижному потреблению и контроль над ним быстро распространяются вверх и вниз по иерархии. Привычка к роскоши естественным образом, особенно при смене поколений, ведёт к смещению мотивации на сохранение во что бы то ни стало достигнутого уровня и качества жизни.

## Обзор
Ибн Хальдун начинает объяснение асабии с утверждения о том, что человек не может жить вне группы и нуждается в помощи и взаимодействии с товарищами, и лишь сплочённая группа может обеспечить себе безопасность. Принадлежность к коллективу также необходима для приобретения ремесленных и технических навыков и для интеллектуального общения.
Следующее утверждение Ибн Хальдуна — группы имеют разные способности для совместных действий. Отсюда вытекает понимание иерархической природы этнических групп, где каждый уровень имеет собственную асабию. В целях сохранения общности, группа, стоящая на более высокой ступени по иерархической лестнице, должна иметь более сильную асабию, нежели группы, стоящие ниже. Кроме того, Ибн Хальдун подчеркивал, что лидерство или правление в группе должно принадлежать семейству или роду, имеющему самые сильные и естественные права управлять другими асабиями.
В Мукаддиме объясняется, как создаётся и разрушается асабия. Асабия по Ибн Халдуну является результатом «социального общения, дружеских связей, длительных знакомств и товарищеских отношений».

## Критика
По своей сути асабия означает приверженность и поддержку человеком группы людей, имеющей с ним близкие отношения (как правило, кровные родственные отношения), то есть человек приписывает себя этой группе людей по какому-либо признаку (в том числе по признаку вероисповедания). Человек принимает позицию этой группы независимо от того, права ли эта группа или нет, притесняется ли она кем-либо, либо сама притесняет других.
Такая манера поведения и мышления притупляет сознание человека, он перестаёт думать и оценивать ситуацию — то насколько действия группы, к которой он себя приписывает, справедливы, правильны и правомерны. Отсюда у человека появляются такие качества как высокомерие, надменность, тщеславность.
С точки зрения мусульманской религии асабия опасна тем, что она вызывает чувство необоснованного превосходства над другими. Асабия формирует у человека чувство уверенности в том, что он лучше, чем другие люди, и эти другие люди имеют низший статус по отношению к нему. Таким образом, человек, имеющий такое чувство асабии в своём сознании, ставит себя и группу людей, к которой он принадлежит, на более высокий социальный уровень по отношению к другим людям и группам людей.